# Deutscher Mittelstands-Bund
Der Deutsche Mittelstands-Bund e. V. (DMB) ist ein parteipolitisch unabhängiger Unternehmerverband mit Sitz in Düsseldorf.
Der Verein ist eine Interessensvertretung für kleine und mittelständische Unternehmen in Deutschland. Der DMB ist branchenneutral und politisch parteiübergreifend und vertritt etwa 25.000 Mitgliedsunternehmen in ihren wirtschaftspolitischen Interessen. Der DMB ist zentral aufgestellt und stützt sich auf eigene Mitgliedsunternehmen, ohne die Zurechnung von Partnerverbänden oder sonstigen Unterorganisationen. In der politischen Verbands- und Lobbyarbeit sucht der DMB das parteiübergreifende Gespräch und den Gedankenaustausch mit Politikern auf Landes- und Bundesebene. Zudem wird der DMB in verschiedenen Anhörungsverfahren berücksichtigt und ist auf der offiziellen Lobbyliste des Bundestages eingetragen.
Neben der politischen Verbandsarbeit beinhaltet die Mitgliedschaft im DMB unternehmerrelevante Mehrwert- und Serviceleistungen. Insbesondere in der Automobilbranche hat der DMB viele Partner. So werden unterschiedlichste Vorteile in Kooperation mit Automobilherstellern wie z. B. Mercedes-Benz, Opel, Toyota, Hyundai und Kia angeboten. Weiterhin bietet der Verband seinen Mitgliedern Vergünstigungen in der Zusammenarbeit mit Dienstleistern an, wie z. B. im Online-Marketing mit ReachLocal.
Weiterhin hat der DMB im Rahmen einiger Kooperationen Kompetenzcentren mit Hintergrundinformationen und Entscheidungshilfen zu den Themen „Generationenwechsel und Nachfolgeregelung im Mittelstand“, „Liquidität und Finanzierung im Mittelstand“, „Internationalisierung im Mittelstand“ und „Digitalisierung im Mittelstand“ eingerichtet.
Der Verein wurde am 27. September 1982 in Düsseldorf gegründet und finanziert sich seit seiner Gründung ausschließlich über Mitgliedsbeitragbeiträge. Seit Mai 2011 ist Marc S. Tenbieg geschäftsführender Vorstand des DMB e.V. Der DMB gibt zweimal jährlich für seine Mitglieder das Verbandsmagazin „Mittelstand Intakt“ heraus.